# Giussano
Giussano (Giüssàn in dialetto brianzolo, AFI: [dʒyˈsaɳ]) è un comune italiano di 26 564 abitanti della provincia di Monza e della Brianza in Lombardia.

## Storia

### Origini
Pare che i primi insediamenti che hanno dato natale alla città fossero abitati da popolazioni celtiche e germaniche per poi aver ricevuto verso il VI secolo a.C. gli Etruschi durante il periodo di conquista verso il Lario.

### Epoca romana
Da Glussianum, nome latino di Giussano, passava la via Mediolanum-Bellasium, che metteva in comunicazione Milano con Bellagio.

### Simboli
Il comune ha come proprio simbolo lo stemma riconosciuto con D.C.G. del 24 gennaio 1930: 

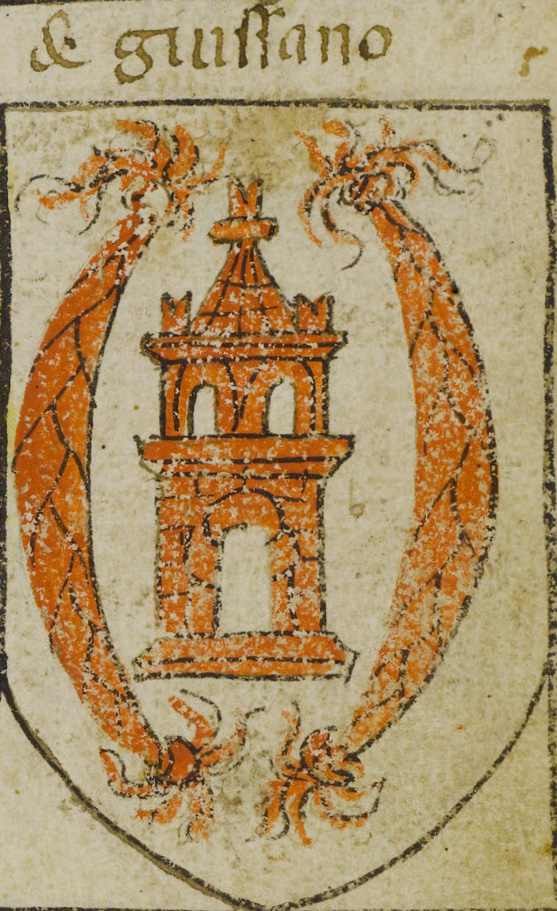
Stemma della famiglia Giussano contenuto nello Stemmario Trivulziano

Lo stemma deriva da quello della famiglia Giussano, originaria del luogo, che compare anche a p. 159 dello Stemmario Trivulziano (d’argento, alla casatorre coperta e merlata alla ghibellina, aperta e finestrata del campo, fiancheggiata da due trecce piegate a cerchio, con le punte finite a fiocchetto, il tutto di rosso).
Il gonfalone è stato concesso con D.P.R. del 14 ottobre 1958.

## Monumenti e luoghi d'interesse
Nel territorio comunale troviamo un piccolo laghetto, il noto ‘Laghetto di Giussano’ (una risorgiva naturale con attorno un percorso vita e un punto ristoro), Villa Mazenta, disegnata e progettata dall'architetto Pellegrino Tibaldi e Villa Sartirana.
Villa Sartirana è stata ristrutturata nel 2004, è attualmente la sede della biblioteca civica, durante l'anno vi si svolgono numerose mostre ed eventi culturali; con il suo splendido parco è un immobile storico di pregio a livello regionale, essendo stata inserita nel circuito della Sopraintendenza per i Beni Architettonici e per il Paesaggio della Lombardia.
Di fronte alla villa si trova piazza Roma con al centro la colonna sostenente una statua della Madonna, patrona della città, festeggiata annualmente la prima domenica d'ottobre.
Poco distante dalla piazza si erge la basilica dedicata agli apostoli Filippo e Giacomo che fu consacrata il 1º maggio 1932 dal Cardinale Arcivescovo Ildefonso Schuster, il quale dettò personalmente la dicitura della lapide ricordo posta sopra la porta maggiore d'ingresso. La basilica è formulata sul tipo iconografico delle solenni basiliche romane post-costantiniane è davvero possente e di un equilibrio spaziale riuscitissimo, opera dell'architetto Ottavio Cabiati.
Il Palazzo Municipale ospita la sala consiliare impreziosita da quattro vetrate opera del Maestro Aligi Sassu, due delle vetrate sono dedicate a illustri personaggi giussanesi: il matematico e fisico Gabrio Piola e il leggendario Alberto da Giussano.
Nel cimitero di Paina-Brugazzo, una delle tre frazioni di Giussano, è noto il Sepolcro Passalacqua.
Nel cimitero di Giussano è stato sepolto il calciatore Stefano Borgonovo.

### Musei
La città ospita il Museo Molteni, fondato nel 2015 e progettato da Jasper Morrison. 
Il Museo ripercorre la storia dell'omonima azienda produttrice di mobili, fondata nel 1934, che a partire dagli anni ’50 ha lavorato con noti designer, come Jean Nouvel e Ferruccio Laviani.
La collezione è costituita da 48 pezzi di design iconici e prototipi. L'Istituzione fa parte del Circuito Lombardo dei Musei del Design.

## Società

### Evoluzione demografica
- 850 nel 1751
- 1 281 nel 1771
- 1 526 nel 1805
- 2 219 nel 1809 dopo annessione di Paina e Robbiano
- 2 624 nel 1811 dopo annessione di Robbiano e Verano
- 2 232 nel 1853
- 2 514 nel 1861
- 4 500 nel 1871 dopo annessione di Robbiano nel 1869 e Paina nel 1870

Abitanti censiti

### Etnie e minoranze straniere
Secondo i dati ISTAT, al 31 dicembre 2015 la popolazione straniera residente era di 1 683 persone, pari al 6,6% di tutti i residenti. Le nazionalità maggiormente rappresentate in base alla loro percentuale sul totale della popolazione residente erano:
| Pos. | Cittadinanza | Popolazione |
| ---- | ------------ | ----------- |
| 1    | Romania      | 362         |
| 2    | Pakistan     | 241         |
| 3    | Marocco      | 214         |
| 4    | Albania      | 168         |
| 5    | Ucraina      | 115         |

## Cultura

### Biblioteche
La Biblioteca Civica "Don Rinaldo Beretta",  situata all' interno della villa Sartirana, fa parte del Sistema Bibliotecario BrianzaBiblioteche.

## Geografia antropica

### Frazioni
Il Comune di Giussano ha tre frazioni:
- Paina-Brugazzo, situata a sud del capoluogo in direzione Seregno e Perticato;
- Birone
- Robbiano, situata a est del capoluogo in direzione Verano.

## Economia
Nel territorio comunale sono molto diffuse le industrie meccaniche, del settore del mobile, dell'abbigliamento e calzaturiere.

## Infrastrutture e trasporti

### Strade
Il territorio comunale è attraversato dalla Strada statale 36 del Lago di Como e dello Spluga.

### Ferrovie
La stazione di Carugo-Giussano, posta sulla ferrovia Milano-Asso, è servita da treni regionali cadenzati operati da Trenord, nell'ambito del contratto di servizio stipulato con la Regione Lombardia.
Fra il 1881 e il 1958 la località rappresentò inoltre uno dei capolinea settentrionali della tranvia Milano-Carate/Giussano.

## Sport
A Giussano ha sede la squadra di calcio A.S.D. Giussano Calcio militante in Seconda Categoria

## Amministrazione
| Periodo | Periodo   | Primo cittadino | Partito                          | Carica  | Note |
| ------- | --------- | --------------- | -------------------------------- | ------- | ---- |
| 2004    | 2009      | Franco Riva     | liste civiche - Unione di Centro | Sindaco |      |
| 2009    | 2014      | Gian Paolo Riva | centrodestra                     | Sindaco |      |
| 2014    | 2019      | Matteo Riva     | Partito Democratico              | Sindaco |      |
| 2019    | in carica | Marco Citterio  | centrodestra                     | Sindaco |      |